# Aristó (explorador)
Aristó (en grec antic: Ἀρίστων) va ser un explorador grec nascut a Egipte. Va ser enviat per un dels reis ptolemeus d'Egipte per explorar la costa occidental d'Aràbia. Allí, Aristó va erigir un altar a Posidó, i la zona es va conèixer després com a Posidònia.